# Trélazé

Trélazé este o comună în departamentul Maine-et-Loire, Franța. În 2009 avea o populație de 12,181 de locuitori.